# Пернянгаши (Троицко-Посадское сельское поселение)
Пернянгаши (горномар. Йынгы Парнингӓш) — деревня в Горномарийском районе Республики Марий Эл. Входит в состав Троицко-Посадского сельского поселения.

## География
Находится в юго-западной части республики Марий Эл на расстоянии приблизительно 11 км на юг-юго-запад от районного центра города Козьмодемьянск.

## История
Известна с XVIII века «деревня Пернянгашская». В 1859 году в ней было 52 двора и 373 жителя; в 1898 году — 95 дворов (527 жителей), в 1907году проживало 528 человек, в 1919—392 человека, в 1925—397 человека. В 2001 году здесь было 96 дворов. В советское время работали колхозы «Красный Октябрь», им. Сталина и «Россия».

## Население
Население составляло 104 человека (горные мари 95 %) в 2002 году, 123 в 2010.